# Rigid kohomologi
Inom matematiken är rigid kohomologi en p-adisk kohomologiteori introducerad av Berthelot (1986). Den utvidgar kristallin kohomologi till vissa mer allmänna scheman, och utvidgar Monsky–Washnitzerkohomologin till icke-affina varieteter.